# 恒久 (宮崎市の大字)
大字恒久（おおあざつねひさ）とは、宮崎県宮崎市内の地名。赤江地域自治区に属している。郵便番号は880-0916。宮崎市には町丁表示を行う「恒久1-6丁目」もあるが、大字恒久の範囲が広範囲のため、ここでは別個に扱う。

## 地理
宮崎市の中部、赤江地域自治区に属する。西は古城町付近から東は田吉付近まで広範囲にわたる。区画整理、住居表示などにより当地から恒久1-6丁目、恒久南1-4丁目を始め、多くの地名が派生した。

### 大字恒久から派生した地名
宮崎市の地名#地名の変遷(旧宮崎市)参照
- 中村東1-2丁目 (1972年)
- 東大淀1-2丁目 (1972年)
- 天満1-3丁目 (1976年)
- 恒久1-6丁目(1977年)
- 恒久南1-4丁目(1977年)
- 宮の元町(1977年)
- 月見ケ丘1-7丁目(1978年)
- 大坪西1-2丁目 (1983年)
- 大坪東1-3丁目 (1983年)
- 城ケ崎1-4丁目（不明）
- 薫る坂1-2丁目 (2006年)

## 歴史
- 1943年 - 赤江町の編入により宮崎市大字恒久が成立。

## 世帯数と人口
2023年（令和5年）7月1日現在の世帯数と人口は以下の通りである。
| 町丁     | 世帯数   | 人口   |
| -------- | -------- | ------ |
| 大字恒久 | 4355世帯 | 7881人 |

## 小・中学校の学区
市立小・中学校に通う場合、学区は以下の通りとなる。
| 町名       | 小学校               | 中学校               |
| ---------- | -------------------- | -------------------- |
| 恒久の一部 | 宮崎市立大淀小学校   | 宮崎市立大淀中学校   |
| 恒久の一部 | 宮崎市立古城小学校   | 宮崎市立大淀中学校   |
| 恒久の一部 | 宮崎市立恒久小学校   | 宮崎市立大淀中学校   |
| 恒久の一部 | 宮崎市立恒久小学校   | 宮崎市立赤江東中学校 |
| 恒久の一部 | 宮崎市立赤江小学校   | 宮崎市立赤江東中学校 |
| 恒久の一部 | 宮崎市立赤江小学校   | 宮崎市立赤江中学校   |
| 恒久の一部 | 宮崎市立宮崎南小学校 | 宮崎市立赤江中学校   |

## 交通

### 鉄道
日豊本線、日南線が通過し、一部は南宮崎駅構内にかかる。

### バス
宮交グループの運営するバスが営業している。

### 道路
- 国道220号
- 国道269号
- 宮崎県道9号宮崎西環状線
- 宮崎県道337号城ヶ崎清武線
- 宮崎県道367号中村木崎線

## 施設
- 南宮崎駅
- 宮崎市立赤江小学校
- 宮崎県立宮崎農業高等学校
- 鵬翔中学校・高等学校